# モンブラン国際文化賞
モンブラン国際文化賞（Montblanc de la Culture Arts Patronage Award ＜モンブラン・デ・ラ・キュルチュール - アート・パトロネージ・アワード＞）とは、モンブラン文化財団（Foundation d'Enterprise Montblanc de la Culture）が、世界の傑出したアートパトロン（芸術支援者）に対して授与する賞である。

## 特徴
- 1992年から徐々に対象国を拡大し、1996年以降は、毎年春に、世界10カ国前後から、様々な芸術の分野において若い才能の開花に尽力支援しており、個人的な努力と実績が顕彰に値するアートパトロン各1名を、世界計30名前後（各国おおむね3名）の審査員団の投票により選出している。

- 受賞者が指定するアートプロジェクトに15,000ユーロの賞金が贈られるほか、副賞として本賞のため作成された限定11本前後の特製モンブラン万年筆が贈呈される。

- これまでの受賞者の国籍は、アメリカ合衆国、イギリス、イタリア、カナダ、韓国、シンガポール、スペイン、中国、ドイツ、日本、フランス、香港、マレーシア、メキシコなどだが、必ずしも固定的ではない。

- 結果的に日本では有名人の受賞が多くなっているが、本来、知名度の高低ではなく、芸術振興のため現在良い仕事をしている個人を表彰し、社会に注目させることが賞の目的である。

## 日本の受賞者一覧
| 年     | 受賞者             |
| ------ | ------------------ |
| 1994年 | 佐治敬三           |
| 1995年 | 平山郁夫           |
| 1996年 | 倉本聡             |
| 1997年 | 坂東玉三郎         |
| 1998年 | 五嶋みどり         |
| 1999年 | 仲代達矢           |
| 2000年 | 橋田壽賀子         |
| 2001年 | 平尾昌晃           |
| 2002年 | 佐渡裕             |
| 2003年 | 渡辺貞夫           |
| 2004年 | 矢内廣             |
| 2005年 | 小椋佳             |
| 2006年 | 平田オリザ         |
| 2007年 | 野村萬斎           |
| 2008年 | 深瀬鋭一郎         |
| 2009年 | コシノジュンコ     |
| 2010年 | 夏木マリ           |
| 2011年 | オノ・ヨーコ       |
| 2012年 | 福武總一郎         |
| 2013年 | 市川猿翁           |
| 2014年 | 小澤征爾           |
| 2015年 | 熊川哲也           |
| 2016年 | 坂本龍一           |
| 2017年 | 小林武史           |
| 2018年 | 寺田倉庫（法人初） |